# Chandrachur Singh
Chandrachur Singh (ur. 11 października 1968 w Nowym Delhi) – indyjski aktor filmowy, który krótko cieszył się popularnością w końcu lat 90.

## Filmografia
- Sarhad Paar (2006) – Ravi
- Mohabbat Ho Gayi Hai Tumse (2005)
- Bharat Bhagya Vidhata (2002)
- Junoon (2002)
- Aamdani Atthanni Kharcha Rupaiya (2001) – Ravi
- Namiętność (2000) – Rahul – nominacja do Nagrody IIFA dla Najlepszego Aktora Drugoplanowego
- Kya Kehna (2000) – Ajay
- Silsila Hai Pyar Ka (1999) – Abhay Sinha
- Daag: The Fire (1999) – Ravi Varma
- Dil Kya Kare (1999) – Som Dutt
- Sham Ghansham (1998) – Sham
- Betaabi (1997) – Sameer
- Maachis (1996) – Kripal Singh 'Pali' – Nagroda Filmfare za Najlepszy Debiut
- Tere Mere Sapne (1996) – Rahul Mehta

## Nagrody i nominacje
- Nagroda Filmfare za Najlepszy Debiut – Maachis (1996)
- nominacja do Nagrody Filmfare dla Najlepszego Aktora Drugoplanowego – Kya Kehna
- nominacja do Nagrody IIFA dla Najlepszego Aktora Drugoplanowego – Namiętność